# 히말라야갯첨서
히말라야갯첨서(Chimarrogale himalayica)는 땃쥐과에 속하는 포유류의 일종이다. 중국과 인도, 일본, 라오스, 미얀마, 대만 그리고 베트남에서 발견된다.